# Guy-Pierre Baumann
Pour les articles homonymes, voir Baumann.
Guy-Pierre Baumann, né le 25 mars 1940 à Ferdrupt (Vosges) et mort le 1er septembre 2022 à Strasbourg, est un cuisinier et restaurateur français.

## Biographie
Guy-Pierre Baumann est connu pour avoir été l'inventeur de la choucroute aux trois poissons en 1970, et avoir été le propriétaire de la maison Kammerzell de 1987 à 2009.
Atteint de la maladie de Parkinson depuis dix ans, il meurt le 1er septembre 2022,. Ses obsèques ont lieu à la cathédrale de Strasbourg le 7 septembre 2022, et est inhumé le même jour dans le village de Magstatt-le-Bas où il grandit.